# Алтунин, Константин Викторович
Константи́н Ви́кторович Алту́нин (род. 21 декабря 1967, Архангельск), ушел из жизни 30 декабря 2023, Париж — российский художник , член союза художников России. Эмигрировал в 2013 году, попросив политического убежища во Франции. 
Умер в возрасте 56 лет 30 декабря 2023 года в Иври сюр Сен. Отпевание проходило 9 февраля 2024 года, в церкви Александра Невского в Париже. Похоронен на кладбище Иври сюр Сен 9 февраля 2024 года. Cimetière Nouveau d'ivry 13 rue Gaston Monmousseau. 

## Биография
Родился 21 декабря 1967 года в Архангельске, где окончил Архангельскую художественную школу. С 1985 по 1987 год служил в рядах Советской армии.
В 1993 году окончил Архангельский лесотехнический институт.
С 1999 года вновь начал заниматься живописью. С 1999 по 2002 год обучался в изостудии при музее изобразительных искусств города Архангельска (руководитель — Александр Сергеевич Сверчков).
После того, как в 2013 году четыре его картины («Травести» с изображением Путина и Медведева в нижнем белье, «Радужный Милонов», «Эротические сны депутата Мизулиной» и «От исповеди» — портрет патриарха Кирилла с наколками), изображающих российских высших государственных и церковных лиц, были изъяты из петербургской галереи «Музей власти» и отправлены на экспертизу, художник попросил политического убежища во Франции.

## Семья
В апреле 2014 года из России во Францию выехали жена Елена и дочь Ася (в России остались родители художника и старший сын — студент юридического факультета). Некоторое время семья проживала в Меце, а позднее переехала в южный пригород Парижа Иври-сюр-Сен.

## Выставки
персональные
- «Архангельск-сегодня» (2000, арт-студия Музея изобразительных искусств, Архангельск)
- «Портрет современника» (2001, галерея «Dobrolubovka», Областная научная библиотека, Архангельск)
- «Глагол» (2005, галерея «Союз-творчество», Москва)
- «Club Krilatskie holmj» (2005, Москва)
- «От и До» (2006, «Союз-творчество», Москва)
- «K. Altunin. Живопись» (2008, Париж)
- «Русские сезоны Константина Алтунина» (2009, галерея «Dobrolubovka», Областная научная библиотека, Архангельск)
- «Год России во Франции и Франции в России» (сентябрь-октябрь 2010, Париж)
- «Отражения» (май 2012, галерея «Вавилон», Самара[8])
- «Правители» (август 2013, Музей власти, Санкт-Петербург)
- «Lens Politica» (ноябрь 2013, Хельсинки[9])
- «Konstantin Altunin» (2014, галерея La Valse, Париж[6])
- «Konstantin Altunin» (январь 2015, Мец[6])

коллективные
- Всероссийская выставка «Молодость России» (2002, Центральный дом художника, Москва)
- Выставка Северных художников «Север-2003» (2003, Выставочный зал Союза художников, Архангельск)
- Международная выставка живописи «Звёзды Франции» (октябрь 2011, Espace Pier Cardin, Париж)